# Giovanni Claret
Giovanni Claret (Bruxelles?, 1599 – Savigliano, 2 ottobre 1679) è stato un pittore italiano di origine fiamminga.
Operò in Piemonte e soprattutto nel Cuneese, le sue opere si trovano a Bra, al Santuario della Madonna dei Fiori, nella Chiesa di Sant'Andrea, nella Chiesa di Sant'Antonino, in San Giovanni Decollato (o dei Battuti Neri), nel coro della chiesa di Santa Chiara e nella chiesa della Santa Croce.